# Penicillium rubens
Penicíllium rúbens (лат.) — вид несовершенных грибов (телеоморфная стадия неизвестна), относящийся к роду Пеницилл (Penicillium).
Включает активных продуцентов антибиотика пенициллина, в том числе штамм Флеминга. Морфологически неотличим от Penicillium chrysogenum.

## Описание
Морфологические отличия от Penicillium chrysogenum не установлены.
Наряду с P. chrysogenum P. rubens образует обильно спороносящие на агаре с дрожжевым экстрактом и сахарозой (YES) колонии, плохо или удовлетворительно растущие колонии на креатиновом агаре (CREA), выделяющие незначительные количества кислот в среду. Также оба вида на CYA и/или MEA образуют колонии с крупными каплями ярко-жёлтого экссудата.
Некоторые штаммы несколько отличаются морфологически от основной массы: NRRL 792 (культура типового штамма P. rubens) и CBS 307.48 менее интенсивно спороносят на большинстве сред.
Фенотипические отличия между видами проявляются в наборах продуцируемых ими метаболитов. Оба вида продуцируют рокфортин C, мелеагрин, многие штаммы — сорбициллины, пенициллин и хризогин. Только P. chrysogenum выделяет андрастины, секалоновые кислоты, вещества, близкие лумпидину.

## Экология и значение
Штамм, выделенный Александром Флемингом и описанный им в 1929 году как продуцент пенициллина (известен как «штамм Флеминга», CBS 205.57 = NRRL 824 = IMI 015378), относится к этому виду. Также к этому виду относятся другие исторически значимые штаммы продуцентов пенициллина: CBS 197.46 = NRRL 832, впервые использованный для производства пенициллина в жидкой культуре, так называемый  «Висконсинский штамм» NRRL 1951, давший начало серии культур, наиболее активно вырабатывающих пенициллин. Геном одной из дочерних культур NRRL 1951 был в 2009 году полностью секвенирован.

## Таксономия
Penicillium rubens Biourge, La Cellule 33: 265 (1923).
В качестве лектотипа был выбран образец культуры CBS H-20595 = NRRL 792 = IBT 30129 = ATCC 9783 = CBS 129667 штамма, первоначально выделенного Филибером Бьюржем и в 1930 году отправленного им Чарлзу Тому.

### Синонимы
- Penicillium baculatum Westling, 1910, nom. dub.
- Penicillium camerunense R.Heim, 1949, nom. inval.
- Penicillium meleagrinum Biourge, 1923, nom. dub.